# Skærsø (herregård)
 For alternative betydninger, se Skærsø. (Se også artikler, som begynder med Skærsø)
Skærsø er en hovedgård i Dråby Sogn i Djursland, Mols Herred, tidligere Randers Amt, nu Syddjurs Kommune. Godset har 50 ha ager, 80 ha eng, 40 ha skov, 7 ha mose, 3 ha park/have og 7 ha sø, i alt 187 ha.

## Stamhuset Skærsø
Justitsråd, landsdommer mm. Hans Benzon (1650-1704) var far til Christian Benzon (1696-1730), som 10. april 1722 oprettede stamhuset Skærsø på i alt 498 tønder hartkorn. I erektionsbrevet var det bestemt, at stamhuset skulle gå i arv efter de for den agnatisk‑kognatiske arvefølge gældende regler, samt at når nogen uden for familien Benzon tiltrådte besiddelsen, skulle han antage det benzonske navn og våben efter derpå at have erholdt kongelig patent. Da nu den til stamhuset successionsberettigede slægt uddøde på sværdsiden den 9. maj 1741 med Johan Severin Benzon til Estvadgård, antog tid efter anden forskellige, som ved ægteskab var kommet i besiddelse af bemeldte stamhus, det benzonske navn, uden derpå at erholde kongelig patent.
Christian Benzon døde ugift, og hans søster Sophie Amalia Benzon (1684-1768) arvede derfor stamhuset, som hun i 1754 overlod til sin fætter, højesteretsdommer Ulrik Christian Nissen (død 1756), som antog navnet Nissen-Benzon. De næste ejere antog alle navnet Benzon, indtil stamhuset blev nedlagt 20. juni 1806. Først stamhusets sidste ejer, major Jacob Ludvig Fischer (1776-1833), hvis fader, ritmester Henrik Fischer (1734-1794) til Quistrup, var gift med besidderinden af stamhuset, Frederikke Christiane Wauvert‑Benzon, som succederede moderen i besiddelsen af samme, fik kongeligt patent (optaget i den danske adelstand med navnet Fischer‑Benzon ved patent af 22. november 1805). Stamhuset blev substitueret med 150.000 Rigsdaler, der blev hypotheceret i den af fideikommisbesidderen købte sædegård Kokkedal, der 1823 måtte overlades Statskassen, hvorved størstedelen af fideikommiskapitalen gik tabt; og denne reduceredes til 2.106 Rdl.
Jacob Ludvig Fischer-Benzon havde i ægteskabet med Margrethe Emilie Danielsen (1780-1845) flere børn, hvoraf den ældste søn, Jacob Ludvig Hendrik Emil von Fischer‑Benzon (1809-?), forst- og jagtjunker, overtog fideikommisset. Ifølge sidstnævntes andragende er ved resolution af 2. februar 1870 det fideikommissariske bånd på den tilbageblevne del af denne fideikommiskapital ophævet.

## Lauritz la Cours tid på Skærsø
For 2.400 Rigsbankdaler blev Skærsø i 1825 solgt til den blot 23-årige Lauritz la Cour (1802-1875). Han var søn af degn i Odder Jørgen la Cour, og efter faderens tidlige død (1809) blev la Cour opdraget hos krigsråd Hans Christian Møller på Østergård, der uddannede ham til landmand. Da hans moder, Charlotte Guldberg, havde giftet sig på ny, med pastor Hans Peter Barfoed i Lyngby på Djursland, flyttede la Cour i 1820 hjem til hende og drev præstegårdens jord for sin stedfader. Dernæst blev la Cour forvalter på Rugård og en kort tid forpagter hos sin fætter pastor Peter Worm i Hyllested.
På Djursland blev Lauritz la Cour opmærksom på den vanrøgtede herregård i nabosognet, som ingen ville eje eller have. Han skaffede sig nogle små lån og slog sig sammen med den jævnaldrende Jacob Hansen, dattersøn af oberst Wauvert, som overtog Frederikkesminde. Selv flyttede ind i ruinen Skærsø, hvor han satte en mand til at lave plove, harver osv. og selv pløjede, såede og høstede på de nærmeste marker. Han fandt i 1827 en køber til en stor parcel (Godthaab) sandjord, 600 tdr. land, der indbragte ham 300 rbdl. kontant og en skattelettelse på 12 tdr. htk. I nogle år (1827-33) var broderen Holger la Cour medejer. I den nye matrikel 1844 blev hartkornet nedsat fra 34 til 21 tdr.
Lauritz la Cours succes med Skærsø blev knæsat, da den unge landmand fik ideen til at dyrke raps i de uopdyrkede kærjorder tæt ved gården; der fik han udmærket og højt betalt afgrøde uden at behøve at gøde; og så slog han sig på kartofler og fik dem taget op ved at byde hver niende eller hver ottende skæppe for arbejdet; mange af dem brugtes til studefedning; men han kunne også finde på at sejle en skudefuld til København for at falbyde dem ved Holmens Bro. Da kartoffelsygen i 1840'erne gjorde det umuligt for ham at fede stude, lagde han mere vægt på mejeriet, og så snart han hørte om majroer og kålrabi, begyndte han at fede stude med roer med godt resultat. Han havde også en overgang et schæferi med 600 merinofår. Samtidig var konjunkturerne til hans fordel, og la Cour kunne derfor opføre en ny lade og andre manglende bygninger, anlægge et teglværk og indhegne skoven og plante nåletræer på de mest sandede marker.
Lauritz la Cour var gift med Ellen Kirstine Poulsen, en datter af Niels Poulsen på Rolsøgård, og på Skærsø voksede en stor børneflok op, deriblandt Jørgen Carl la Cour, forstander for Lyngby Landbrugsskole, som overtog Skærsø sammen med en bror.
Johannes Faurschou la Cour, der grundlagde Pindstrup Mosebrug i 1905 og spånpladefabrikken Novopan Træindustri i 1950, blev født på Skærsø 21. juni 1880.

## Ejere af Skærsø
Denne liste er ufuldstændig; hjælp gerne med at udfylde den.
- 1343 Jens Mogensen
- 1371 Inger Pedersdatter Basse
- 1400-tallet: Erik Rosenkrantz
- 14??-1506: Eskild Gøye
- 1506-1544: Mogens Eskildsen Gøye
- 1544-15??: Falk Mogensen Gøye
- 15??-1594: Falk Falksen Gøye
- 1623-1643: Mange parthavere
- 1643: Just Høg (parthaver)
- 1679-1754: Hans Madsen Benzon
- 1754-1756: Ulrik Christian Nissen(-Benzon)
- 1756-1763: Christian Siegfried Nissen-Benzon
- 1763-1804: J.L. Wauvert-Benzon
- 1804-1812: Jacob Ludvig Fischer(-Benzon)
- 1812-1825: Forskellige ejere
- 1825-1871: Lauritz Ulrik la Cour (1827-33: Holger la Cour medejer)
- 1871-1898: Jørgen Carl la Cour
- 1933-1964: E. Schmit-Jensen
- 1964-1965: K. Kaae Sørensen
- 1965-19??: J.A. Hansen
- 19??-nu: Jørn Thorbjørn Christensen

## Skærsø Station
Skærsø fik station på Ebeltoft-Trustrup Jernbane (1901-68). Stationen lå knap ½ km sydøst for herregården. Stationsbygningen er bevaret på Stubbe Søvej 3.